# 土耳其共产党/马列（新建设组织）
土耳其共产党/马列（新建设组织）（土耳其語：Türkiye Komünist Partisi/Marksist-Leninist (Yeniden İnşa Örgütü)，缩写为TKP/ML (YIÖ)）是土耳其的一个已不存在的地下共产主义政党。该党成立于1978年，分裂自土耳其共产党/马列－运动。该党追随阿尔巴尼亚劳动党的政治路线，奉行霍查主义。1995年9月，该党并入马列主义共产党。